# جنگ تریاک (فیلم ۱۹۹۷)
جنگ تریاک (انگلیسی: The Opium War) یک فیلم است که در سال ۱۹۹۷ منتشر شد. از بازیگران آن می‌توان به سیهونگ لونگ، باب پک، بائو گوآن و سیمون ویلیامز اشاره کرد.